# Gil Shaham
Gil Shaham (geboren am 19. Februar 1971 in Urbana (Illinois), USA) ist ein international bekannter Violinist. Er studierte zunächst bei Samuel Bernstein an der Rubin Academy of Music in Jerusalem und erhielt Unterricht bei verschiedenen bekannten Geigern. Er spielt fast die gesamte Bandbreite der Violinliteratur, wobei sein Schwerpunkt auf der Romantik liegt.
Shaham spielt auf einer Stradivari aus dem Jahre 1699.
Shaham debütierte im Jahre 1981 mit dem Jerusalem Symphony Orchestra unter der Leitung von Alexander Schneider und im selben Jahr spielte er auch mit dem Israel Philharmonic Orchestra unter dem Dirigenten Zubin Mehta. 1982 wurde er an der Juilliard School in New York aufgenommen und dort von Dorothy DeLay und Hyo Kang unterrichtet. Ab 1989 studierte er an der Columbia University. Im Jahre 1986 absolvierte er bei einem Konzert während des Schleswig-Holstein Musikfestivals seine europäische Premiere. In der Konzertsaison 1988/1989 gab er Konzerte mit dem London Symphony Orchestra, wobei er Musik von Bruch und Sibelius spielte.
1990 bekam er den Avery Fisher Career Grant zugesprochen.

1992 erhielt er den Premio Internazionale Accademia Musicale Chigiana.
1999 war er erstmals Gast der Salzburger Festspiele; unter der Leitung von Zubin Mehta trat er mit Mendelssohns Violinkonzert auf.
Shaham arbeitete unter anderem mit dem New York Philharmonic Orchestra, dem Cleveland Orchestra und den Berliner Philharmonikern zusammen.
Im Jahre 1999 erhielt er zusammen mit André Previn für American Scenes (Werke von Copland, Previn, Barber, Gershwin) einen Grammy Award in der Kategorie Kammermusik.
Shaham ist mit der aus Australien stammenden Violinistin Adele Anthony verheiratet. Das Ehepaar hat drei Kinder und lebt in New York.

## Diskographie
- 1989: Max Bruch Violinkonzert No. 1
- 1991: Niccolò Paganini Violinkonzert No. 1
- 1991: Camille Saint-Saëns Violinkonzert No. 3 h-moll op.61
- 1991: Henryk Wieniawski "Violinkonzert No.1 fis-moll op.14"
- 1991: Henryk Wieniawski "Violinkonzert No.2 d-moll op.22"
- 1991: Henryk Wieniawski "Légende g-moll op.17"
- 1991: Pablo de Sarasate Zigeunerweisen op.20
- 1993: Jean Sibelius Violinkonzert
- 1993: Pjotr Iljitsch Tschaikowski Violinkonzert
- 1993: Niccolò Paganini Duos Shaham/Söllscher
- 1994: Samuel Barber Violinkonzert
- 1994: Erich Wolfgang Korngold Vier Stücke aus der Musik zu Shakespeares "Viel Lärm um nichts"
- 1994: Antonio Vivaldi 4 Jahreszeiten
- 1996: Sergei Sergejewitsch Prokofjew Violinkonzerte 1 + 2
- 1996: Violin Romances
- 1997: Antonín Dvořák Violinsonate
- 1997: Fiddler of the Opera
- 1997: Dmitri Borissowitsch Kabalewski Violinkonzert
- 1999: Béla Bartók Violinkonzert No. 2
- 1999: Arvo Pärt Symphonie No. 3
- 2000: Olivier Messiaen Quatuor pour la Fin du Temps
- 2000: Devil's Dance
- 2002: Johannes Brahms: Violinkonzert
- 2003: Schubert for Two
- 2015: Johann Sebastian Bach: Sonaten and Partiten für Violine solo